# Brahmana benigna
Brahmana benigna är en bäcksländeart som först beskrevs av James George Needham 1909.  Brahmana benigna ingår i släktet Brahmana och familjen jättebäcksländor. Inga underarter finns listade i Catalogue of Life.